# Aconogonon tibeticum
Aconogonon tibeticum är en slideväxtart som först beskrevs av William Botting Hemsley, och fick sitt nu gällande namn av Jiří Soják. Aconogonon tibeticum ingår i släktet sliden, och familjen slideväxter. Inga underarter finns listade i Catalogue of Life.